# Kaleb Nation

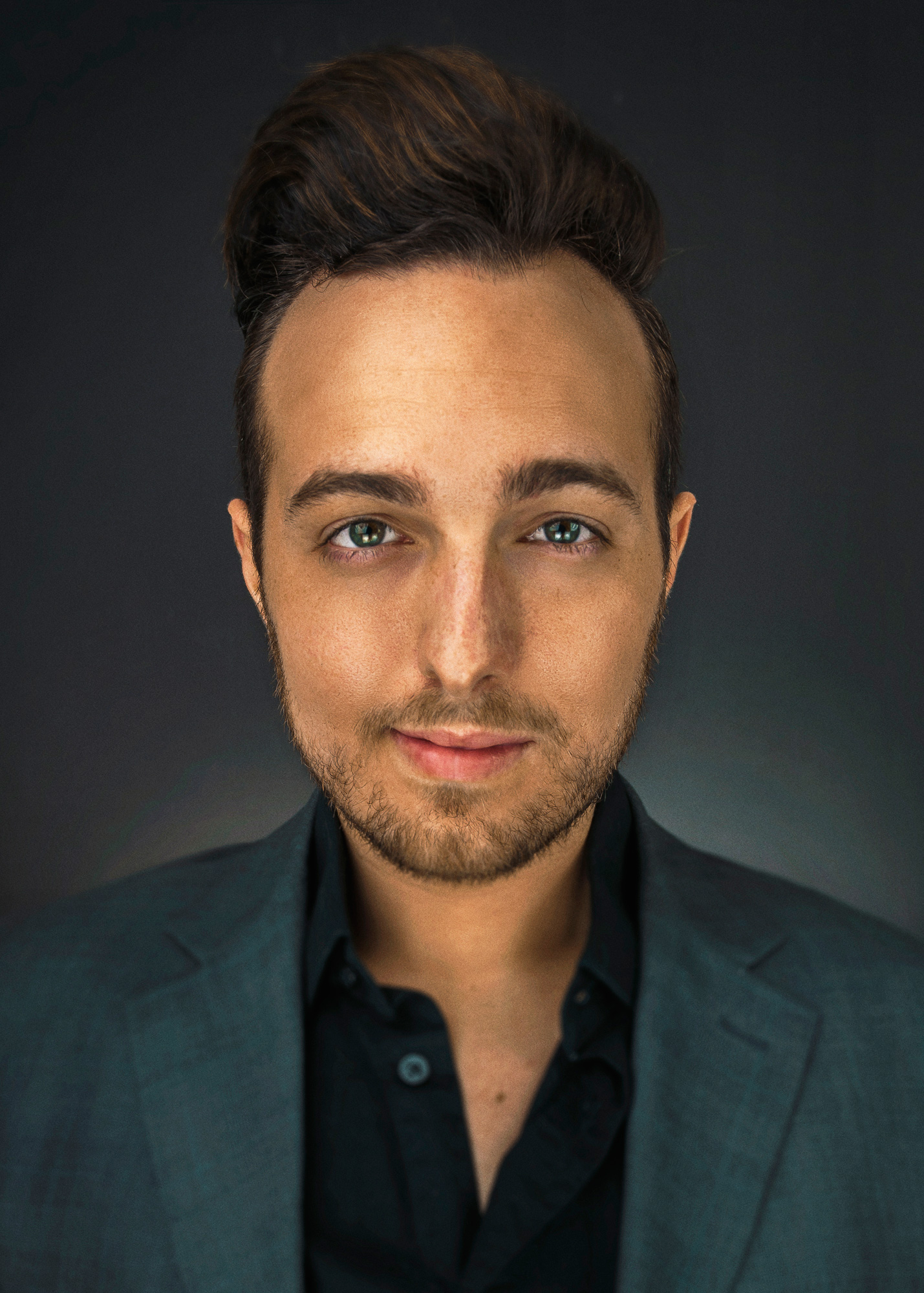
Kaleb Nation in 2015

Kaleb Nation (1988) is een Amerikaans schrijver. Hij debuteerde in 2009 met het eerste deel in zijn zogeheten Bran Hambric-serie en is daarnaast ook een fervent blogger, onder meer bekend als de 'Twlight Blogger'.
Nation houdt zich in zijn vrije tijd bezig met fotografie, muziek en bloggen. Hij heeft een zwarte band in taekwondo.